# Jacinto Zamora

Jacinto Zamora

Jacinto Zamora (Manilla, 14 augustus 1835 - 17 februari 1872) was een Filipijns rooms-katholiek priester. Zamora werd samen met twee andere priesters José Burgos en Mariano Gómez door het Spaanse koloniale bestuur geëxecuteerd vanwege zijn vermeende betrokkenheid bij de Muiterij van Cavite in 1872. De drie priesters werden hierdoor helden en martelaars voor het Filipijnse volk.

## Biografie
Jacinto Zamora werd geboren op 14 augustus 1835 in Pandacan in de Filipijnse hoofdstad Manilla. Hij studeerde aan het Colegio de San Juan de Letran en was daar een klasgenoot van Jose Burgos. Na het behalen van hun Bachelor of Arts-diploma studeerden Zamora en Burgos verder aan de University of Santo Tomas. Daar behaalde Zamora in maart 1858 een bachelor-diploma Civiel recht en Canoniek recht. Na zijn priesterwijding diende Zamora als priester in de parochies van Marikina, Pasig en Lipa. In december 1864 werd hij benoemd tot priester in de Kathedraal van Manilla, nadat hij een examen daarvoor met goed gevolg had doorstaan.
Zamora zat samen met Burgos en Gómez in een commissie voor hervormingen en voor secularisering. Zij zetten zich in voor de secularisatie van de priesters in de Filipijnen en de gelijke rechten voor Filipijnse priesters. Deze strijd alarmeerde de Spaanse autoriteiten en de Spaanse geestelijken in de Filipijnen. Na de Muiterij van Cavite werd Zamora, samen met José Burgos en Mariano Gómez opgepakt en aangeklaagd voor vermeende betrokkenheid bij de opstand. Op 15 februari 1872 werd hij hiervoor samen met twee andere priesters José Burgos en Mariano Gómez in een schijnproces ter dood veroordeeld door een militaire rechtbank. Gouverneur-generaal van de Filipijnen Rafael de Izquierdo ging akkoord. Twee dagen na de veroordeling werden de drie geëxecuteerd op Bagumbayan Field, tegenwoordig Rizal Park, in Manilla.
De executie van de drie priesters maakte van hen martelaren voor het Filipijnse volk en droeg bij aan een groeiend nationalisme, die in 1896 zou leiden tot de Filipijnse revolutie. Jose Rizal droeg zijn boek El filibusterismo op aan de drie priesters.